# 薩利赫·默罕默德·奧斯曼

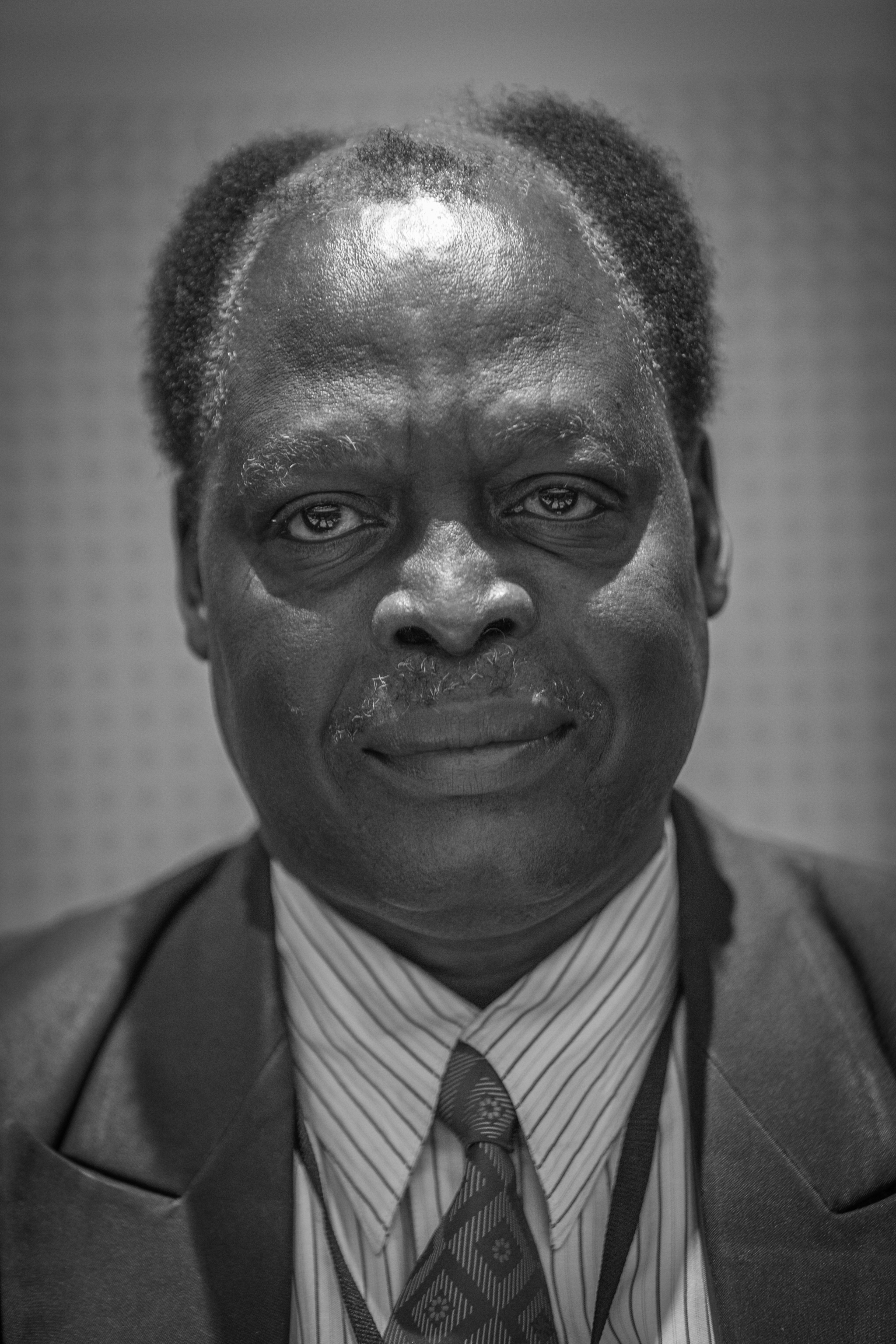

薩利赫·默罕默德·奧斯曼（英語：Salih Mahmoud Osman，1957年—），苏丹人权律师。他关注达尔富尔问题中的受到人权受到严重侵害的平民，并与苏丹反酷刑组织合作，为许多平民提供了保护。他积极推动将强奸确立为战争犯罪的其中一种。此外，他还与反酷刑组织合作统计正在发生的罪行。由于与政府对抗，他的家人被谋杀或毒打，自己也在2004年被投入过监狱。后来他成为了苏丹国家议会的一员。奧斯曼2005年获人权观察奖，2008年又获得萨哈罗夫奖。